# República Checa en los Juegos Europeos
La República Checa en los Juegos Europeos está representada por el Comité Olímpico Checo, miembro de los Comités Olímpicos Europeos. Ha obtenido un total de 48 medallas: 9 de oro, 17 de plata y 22 de bronce.

## Medalleros

### Por edición
| Evento        | Oro | Plata | Bronce | Total |
| ------------- | --- | ----- | ------ | ----- |
| Bakú 2015     | 0   | 2     | 5      | 7     |
| Minsk 2019    | 2   | 5     | 6      | 13    |
| Cracovia 2023 | 7   | 10    | 11     | 28    |
| TOTAL         | 9   | 17    | 22     | 48    |

### Por deporte
| Evento            | Oro | Plata | Bronce | Total |
| ----------------- | --- | ----- | ------ | ----- |
| Atletismo         | 1   | 4     | 0      | 5     |
| Ciclismo          | 2   | 0     | 4      | 6     |
| Escalada          | 0   | 0     | 1      | 1     |
| Gimnasia          | 0   | 1     | 0      | 1     |
| Judo              | 0   | 1     | 0      | 1     |
| Muay thai         | 0   | 1     | 2      | 3     |
| Pentatlón moderno | 1   | 0     | 0      | 1     |
| Piragüismo        | 4   | 2     | 4      | 10    |
| Rugby 7           | 0   | 0     | 1      | 1     |
| Taekwondo         | 0   | 1     | 1      | 2     |
| Tenis de mesa     | 0   | 0     | 1      | 1     |
| Tiro              | 1   | 7     | 7      | 15    |
| Vóley playa       | 0   | 0     | 1      | 1     |
| TOTAL             | 9   | 17    | 22     | 48    |